# Miquel Parera Pizá
Miquel Parera Pizá   (Manacor, 18 de maig de 1996) és un futbolista professional mallorquí que juga al Racing de Santander com a porter.

## Carrera de club
Parera va néixer a Manacor, Mallorca, Illes Balears, i es va incorporar al planter del RCD Mallorca l'any 2007, procedent del CE Manacor. Va fer el seu debut com a sènior amb el filial el 31 d'agost de 2014, com a titular en una derrota a Segona Divisió B per 1-2 contra el CE Alcoià.
Parera va jugar amb moderació amb l'equip B en les campanyes següents, i va renovar el seu contracte el 3 d'abril de 2017. Va ascendir a la primera plantilla al començament de la campanya 2017-18 a Segona B, i va actuar com a substitut de Manolo Reina l'any que el seu equip va tornar a Segona Divisió al primer intent.
Parera va fer el seu debut com a professional l'11 de setembre de 2018, com a titular en una victòria a casa per 1-0 contra el Reial Oviedo en partit de Copa del Rei 2018-19. El 25 d'octubre, va renovar el seu contracte fins al 2021.
Parera va debutar a segona divisió el 4 de novembre de 2018, jugant els 90 minuts sencers en un empat 1-1 contra el Reial Oviedo. Encara com a substitut de Reina, va participar en set partits durant la temporada, en la qual el club va aconseguir un segon ascens consecutiu.
Parera va debutar a la Lliga el 19 de juliol de 2020, com a titular en un empat 2-2 fora de casa contra el CA Osasuna, en un moment en què l'equip ja estava descendit. El 15 de juny de 2021, Parera va fitxar pel Racing de Santander de tercera divisió amb un contracte d'un any.